# Sensitométrie
 (avril 2009).
La sensitométrie est l'étude des surfaces sensibles. C'est une discipline technique liée à la photographie argentique.
Elle sert en photographie à réaliser des échantillons de pellicules de manière normalisée, afin de permettre la construction de courbes caractéristiques, parfois appelées courbes sensitométriques.
L'appareil sensitométrique (sensitomètre) dispose d'une source lumineuse très stable en intensité, munie d'une batterie de filtres internes de grades croissants (souvent 21 grades). On place à l'intérieur de l'appareil le film non exposé, puis on l'expose sur toute sa surface pour une durée donnée à l'aide de la source et des filtres.
Il résulte du développement un bout d'essai de 21 zones de densités croissantes, et une fois ces densités analysées à l'aide d'un densitomètre, on peut tracer la courbe caractéristique de l'émulsion.

## Bases
Un papier ou un film photosensible, couleur ou noir et blanc, négatif ou positif, a deux caractéristiques, sa sensibilité, exprimée en ISO pour les films et son contraste.
Ces caractéristiques sont lisibles sur la courbe du film, représentant la densité lue au densitomètre en fonction de log H, où H = E × t est l'exposition lumineuse reçue par le film, sous la forme d'un éclairement E agissant pendant un temps de pose t.

## Utilisation pratique au cinéma

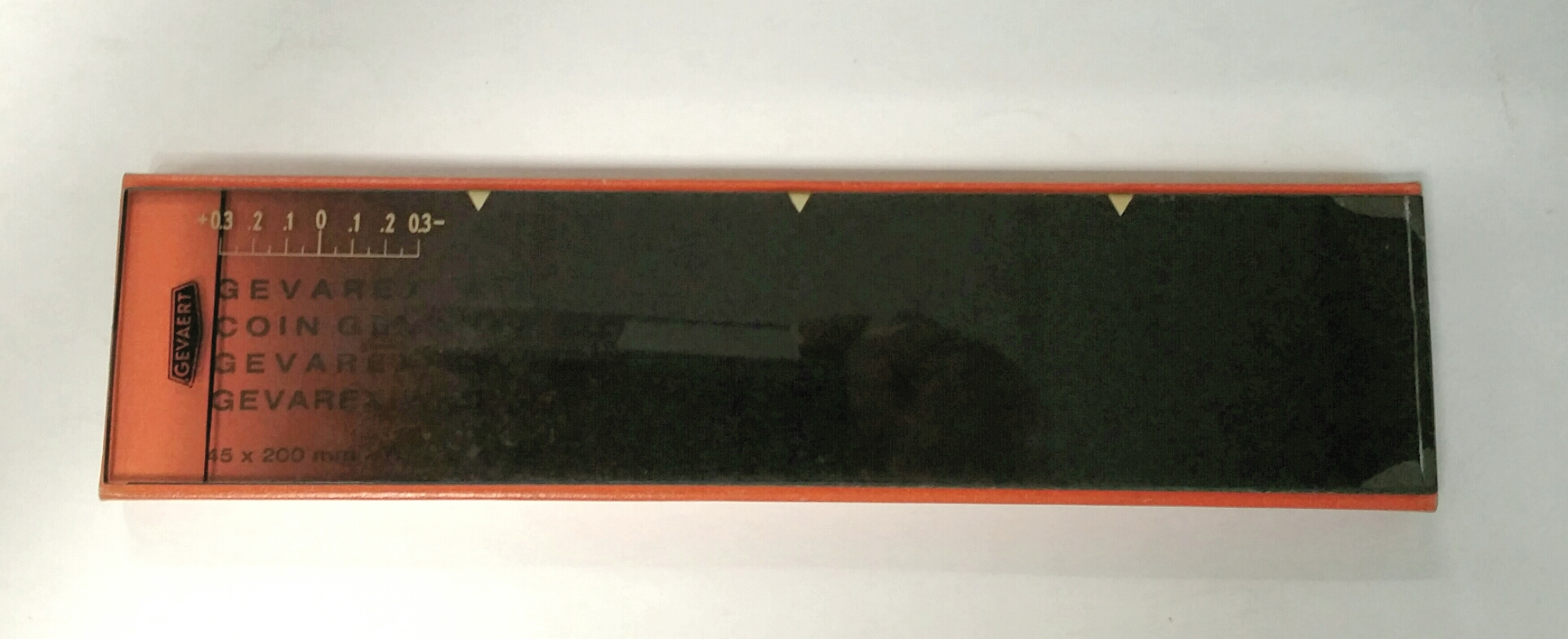
Coin de Goldberg, échelle de gris neutre transparente de densité croissante utilisée en sensitométrie.

La sensitométrie se manifeste en pratique dans le cinéma par l'interprétation de la courbe sensitométrique de la pellicule et par le tournage d'un essai de keylight. C'est une pratique qui permet au directeur de la photographie de déterminer la sensibilité et le contraste de son émulsion, ainsi que de déterminer les zones de la courbe sensitométrique qu'il souhaite exposer.

### Essai de keylight
Un essai de keylight est destiné à visualiser le rendu de la pellicule choisie pour le tournage du film. On tourne successivement quelques secondes de l'installation décrite ci-dessous en sur exposant et sous exposant la pellicule par paliers. Par exemple on va de -4 diaph à +4 diaph par paliers de 1 diaph. La projection du positif tiré à partir des essais permet au directeur de la photographie de choisir de visu à quelle sensibilité il va exposer le négatif.
Sur un essai de keylight, on place impérativement :
- Un visage imberbe, avec un cou dégagé
- Un gris à 18 %, un noir, un blanc
- Une charte de couleurs et de gris (ex. : charte MacBeth)
- Le plus loin possible : deux rideaux noir et blanc

On se met dans des conditions normales, avec le même diaph sur les rideaux et le visage. Il faut un éclairage uniforme (attention à ne pas focaliser les projecteurs). Pour de meilleures mesures, mesurer en spotmètre et en cellule. La charte de couleurs doit contenir des couleurs saturées et des couleurs pastels. Le mieux est d’y placer des couleurs que l’on a dans l’œil, que l’on connaît. On se fabrique ainsi ses propres couleurs de référence, selon son œil.